# Beats, Rhymes and Life: The Travels of a Tribe Called Quest
Pour plus de détails, voir Fiche technique et Distribution.
Beats, Rhymes and Life: The Travels of a Tribe Called Quest est un film documentaire américain de Michael Rapaport sorti le 8 juillet 2011.

## Synopsis
Le processus créatif du groupe de hip-hop A Tribe Called Quest...

## Fiche technique
- Titre original : Beats, Rhymes and Life: The Travels of a Tribe Called Quest
- Titre français :
- Titre québécois :
- Réalisation : Michael Rapaport
- Scénario :
- Direction artistique :
- Décors :
- Costumes :
- Photographie : Robert Benavides
- Son :
- Montage : Lenny Mesina
- Musique : Madlib
- Production : A Tribe Called Quest, Robert Benavides, Debra Koffler, Eric Matthies, Frank Mele, Edward Parks et Michael Rapaport
- Société(s) de production : Om Films et Rival Pictures
- Société(s) de distribution :  : Sony Pictures Classics
- Budget :
- Pays d’origine :  États-Unis
- Langue : Anglais
- Format : Couleurs - 35mm - 1.85:1 - Son Dolby numérique
- Genre cinématographique : Film documentaire
- Durée : 98 minutes
- Date de sortie :
- États-Unis : 22 janvier 2011 (festival du film de Sundance)
- États-Unis : 8 juillet 2011

## Distribution
Dans leurs propres rôles :
- Mary J. Blige
- Common
- Mike D
- Phife Dawg
- De La Soul : eux-mêmes
- Mos Def
- Adam Horovitz
- Ghostface Killah
- Ludacris
- Angie Martinez
- DJ Ali Shaheed Muhammad
- Q-Tip
- Michael Rapaport
- Pete Rock
- Ahmir-Khalib Thompson

## Distinctions
- 2012 : Producers Guild Award du meilleur film documentaire pour Debra Koffler, Frank Mele, Edward Parks et Michael Rapaport.

### Nominations
- 2 nominations

## Réception critique
Beats, Rhymes and Life: The Travels of a Tribe Called Quest reçoit des critiques positives. L'agrégateur Metacritic donne une note de 76 sur 100 indiquant des « critiques positives » .